# Astragalus cruckshanksii
Astragalus cruckshanksii là một loài thực vật có hoa trong họ Đậu. Loài này được (Hook. & Arn.) Griseb. miêu tả khoa học đầu tiên.